# Semiothisa lalage
Semiothisa lalage là một loài bướm đêm trong họ Geometridae.